# Сонора (Техас)
Сонора (англ. Sonora) — город в США, расположенный в центральной части штата Техас, административный центр округа Саттон. По данным переписи за 2010 год число жителей составляло 3027 человек, по оценке Бюро переписи США в 2018 году в городе проживало 3330 человек.

## История
Первым поселенцем на территории нынешнего города был скотовод и торговец из Форт-Маккаветта Чарльз Адамс, переехавший туда в 1885 году. В 1887 году он назвал место в честь семейного слуги из мексиканского региона Сонора. Адамс предлагал бесплатные лоты в городе, который в 1890 году был выбран административном центром округа Саттон.
В 1890 году начался выпуск еженедельной газеты «Devil's River News». Строительные материалы для города поставлялись телегами из Форт-Маккаветта и Сан-Анджело, время в пути составляло от 6 до 15 дней. В 1908 году был заключён контракт с железной дорогой Kansas City, Mexico and Orient Railway о постройке линии из Сан-Анджело в Дель-Рио. Строительство началось в 1909 году, однако компания столкнулась с финансовыми проблемами и не смогла завершить проект. В 1928 году участок линии купила железнодорожная компания Atchison, Topeka and Santa Fe и 13 мая 1930 года открылось железнодорожное сообщение между Сонорой и Сан-Анджело.
В 1916 году город совместно с Техасским университетом A&M организовал сельскохозяйственную экспериментальную площадку. В 1917 году Сонора получила устав и органы местного управления. Когда во время Великой депрессии стоимость овечьей и козьей шерсти упала в два раза, местные овцеводы организовали ассоциацию по продаже шерсти, которая помогала реализовывать товар и смогла стабилизировать цены.

## География
Сонора находится в центральной части округа, его координаты: 30°34′00″ с. ш. 100°38′36″ з. д..
Город расположен в западной части региона Хилл-Кантри, район отличается наличием выступающих из земли известняковых пород. На территории произрастают вечнозелёные дубы и мексиканский можжевельник, есть участки саванны, где произрастают различные кусты, травы и кактусы.
Согласно данным бюро переписи США, площадь города составляет около 5,3 км2, полностью занятых сушей.

### Климат
Согласно классификации климатов Кёппена, в Соноре преобладает семиаридный климат низких широт (BSh). В регионе нередки продолжительные засухи из-за близости степной и пустынной местности на западе. Расположение города на возвышенности позволяет влаге с Мексиканского залива образовывать больше облаков, чем в соседних областях. Грозы с обильными осадками чаще всего бывают в весенние и осенние месяцы. Зимой дожди возникают в основном благодаря фронтальным системам, зарождающимся на равнинах к северу от города.
| Показатель                    | Янв.  | Фев.  | Март  | Апр. | Май  | Июнь | Июль | Авг. | Сен. | Окт. | Нояб. | Дек.  | Год   |
| ----------------------------- | ----- | ----- | ----- | ---- | ---- | ---- | ---- | ---- | ---- | ---- | ----- | ----- | ----- |
| Абсолютный максимум, °C       | 30,6  | 35,6  | 36,1  | 38,9 | 41,7 | 42,8 | 42,2 | 42,2 | 41,7 | 38,9 | 32,8  | 32,2  | 42,8  |
| Средний суточный максимум, °C | 16,5  | 18,8  | 23,1  | 27,2 | 30,7 | 33,4 | 34,9 | 34,7 | 31,6 | 26,6 | 20,8  | 16,9  | 26,2  |
| Средняя температура, °C       | 8     | 10,1  | 14,5  | 18,9 | 23,2 | 26,4 | 27,6 | 27,2 | 24,1 | 18,7 | 12,8  | 8,6   | 18,3  |
| Средний суточный минимум, °C  | −0,4  | 1,5   | 5,9   | 10,6 | 15,7 | 19,4 | 20,3 | 19,7 | 16,7 | 10,9 | 4,9   | 0,3   | 10,4  |
| Абсолютный минимум, °C        | −17,2 | −22,2 | −11,7 | −6,7 |      | 5,6  | 7,8  | 7,2  | 1,7  | −7,8 | −12,8 | −16,1 | −22,2 |
| Норма осадков, мм             | 19    | 29    | 28    | 53   | 70   | 60   | 50   | 62   | 66   | 64   | 35    | 19    | 556   |
| Источник: weatherbase.com     |       |       |       |      |      |      |      |      |      |      |       |       |       |

## Население
Согласно переписи населения 2010 года в городе проживало 3027 человек, было 1107 домохозяйств и 792 семьи. Расовый состав города: 88,8 % — белые, 0,4 % — афроамериканцы, 0,3 % — коренные жители США, 0,2 % — азиаты, 0,0 % (0 человек) — жители Гавайев или Океании, 9 % — другие расы, 1,4 % — две и более расы. Число испаноязычных жителей любых рас составило 62,7 %.
Из 1107 домохозяйств, в 42,6 % живут дети младше 18 лет. 55,1 % домохозяйств представляли собой совместно проживающие супружеские пары (26,9 % с детьми младше 18 лет), в 11,2 % домохозяйств женщины проживали без мужей, в 5,2 % домохозяйств мужчины проживали без жён, 28,5 % домохозяйств не являлись семьями. В 25,2 % домохозяйств проживал только один человек, 11,2 % составляли одинокие пожилые люди (старше 65 лет). Средний размер домохозяйства составлял 2,73 человека. Средний размер семьи — 3,31 человека.
Население города по возрастному диапазону распределилось следующим образом: 33,1 % — жители младше 20 лет, 22,9 % находятся в возрасте от 20 до 39, 31,5 % — от 40 до 64, 12,5 % — 65 лет и старше. Средний возраст составляет 35,4 года.
Согласно данным пятилетнего опроса 2018 года, средний доход домохозяйства в Соноре составляет 62 255 долларов США в год, средний доход семьи — 68 793 доллара. Доход на душу населения в городе составляет 29 804 доллара. Около 7,3 % семей и 9,3 % населения находятся за чертой бедности. В том числе 11,7 % в возрасте до 18 лет и 11,9 % в возрасте 65 и старше.

## Местное управление
Управление городом осуществляется избираемыми мэром и городским советом, состоящим из четырёх человек.

## Инфраструктура и транспорт
Через Сонору проходят межштатная автомагистраль I-10, автомагистраль 277 США, а также автомагистраль 467 штата Техас.
В городе располагается муниципальный аэропорт Соноры. Аэропорт располагает одной взлётно-посадочной полосой длиной 1230 метров. Ближайшим аэропортом, выполняющим коммерческие пассажирские рейсы, является региональный аэропорт Сан-Анджело. Аэропорт находится примерно в 100 километрах к северу от Соноры.

## Образование
Город обслуживается независимым школьным округом Сонора.

## Экономика
Согласно бюджету города на 2016—2017 годы, планируется, что доходы города составят $6,29 млн, столько же составят расходы.

## Отдых и развлечения
Примерно в 12 километрах к западу от города находятся пещеры Соноры. В городе располагаются природный центр Итон-Хилл (англ. Eaton Hill Nature Center), дом-музей Майерса (англ. Miers House Museum), а в доме, напротив которого застрелили Уилла Карвера, одного из участников «дикой банды» Бутча Кэссиди, открыт музей Айс-Хаус-Ранч.